# ريتشارد دوك
ريتشارد دوك (بالفرنسية: Richard Duc)‏ هو مجدف فرنسي، ولد في 1934.

## وصلات خارجية
- ريتشارد دوك على موقع الاتحاد الدولي للتجديف (الإنجليزية)
- ريتشارد دوك على موقع أوليمبيديا (الإنجليزية)